# Campeonato Panamericano de Balonmano Femenino de 1999
El V Campeonato Panamericano de Balonmano Femenino de 1999  se disputó en Buenos Aires, Argentina entre el 29 de marzo y el 3 de abril de 1999 bajo la organización de la Federación Panamericana de Balonmano El torneo entregó 3 plazas para el Campeonato Mundial de balonmano Femenino de Noruega 1999

## Grupo Único
| Equipo      | PTS | J | G | E | P | GF  | GC  | DG   |
| ----------- | --- | - | - | - | - | --- | --- | ---- |
| Brasil      | 10  | 5 | 5 | 0 | 0 | 148 | 80  | +68  |
| Cuba        | 7   | 5 | 3 | 1 | 1 | 140 | 93  | +47  |
| Argentina   | 7   | 5 | 3 | 1 | 1 | 126 | 93  | +33  |
| Uruguay     | 4   | 5 | 2 | 0 | 3 | 114 | 86  | +28  |
| Groenlandia | 2   | 5 | 1 | 0 | 4 | 102 | 110 | -8   |
| Colombia    | 0   | 5 | 0 | 0 | 5 | 58  | 226 | -168 |

### Resultados
| Fecha      | Hora  | Partido³    | Partido³ | Partido³    | Resultado |
| ---------- | ----- | ----------- | -------- | ----------- | --------- |
| 30.03.1999 | 17:00 | Uruguay     | -        | Groenlandia | 15-08     |
| 30.03.1999 | 19:30 | Brasil      | -        | Cuba        | 25-22     |
| 30.03.1999 | 20:30 | Argentina   | -        | Colombia    | 38-15     |
| 31.03.1999 | 17:00 | Brasil      | -        | Colombia    | 51-09     |
| 31.03.1999 | 19:00 | Cuba        | -        | Uruguay     | 21-18     |
| 31.03.1999 | 21:00 | Argentina   | -        | Groenlandia | 31-17     |
| 1.04.1999  | 17:00 | Cuba        | -        | Colombia    | 55-09     |
| 1.04.1999  | 19:00 | Brasil      | -        | Groenlandia | 24-17     |
| 1.04.1999  | 21:00 | Argentina   | -        | Uruguay     | 22-21     |
| 2.04.1999  | 16:00 | Uruguay     | -        | Colombia    | 43-07     |
| 2.04.1999  | 18:00 | Cuba        | -        | Groenlandia | 22-21     |
| 2.04.1999  | 20:00 | Brasil      | -        | Argentina   | 20-15     |
| 3.04.1999  | 10:30 | Groenlandia | -        | Colombia    | 39-18     |
| 3.04.1999  | 12:30 | Brasil      | -        | Uruguay     | 28-17     |
| 3.04.1999  | 14:30 | Cuba        | -        | Argentina   | 20-20     |

| Brasil           |
| Campeón          |
| Brasil 2° título |

### Clasificación general
| 1. Brasil      |
| 2. Cuba        |
| 3. Argentina   |
| 4. Uruguay     |
| 5. Groenlandia |
| 6. Colombia    |

## Clasificados al Mundial 1999
| Bandera de Brasil | Bandera de Cuba | Bandera de Argentina |
| Brasil            | Cuba            | Argentina            |
| ----------------- | --------------- | -------------------- |